# 카르트 왕국
카르트 왕국은 호라산 지방을 지배했던 페르시아 지방의 왕조이며 수도는 헤라트였다. 카르트 왕조는 일 칸국의 첫 번째 신하국이었지만 일 칸국이 해체되면서 1335년 독립하여 1381년 티무르의 침입이 있기까지 존속하였다.

## 왕조의 성립
카르트 왕조의 중요한 초기 인물은 타주드(Taju'd-Din 'Uthman-i-Marghini)와 이주드(Izzu'd-Din 'Umar-i-Marghini) 형제이다. 두 형제는 아프가니스탄 고르 지방의 지배자인 무함마드를 섬겼는데 나중에는 와지르(중신)의 자리에 올랐다. 타주드의 아들인 루크누(Malik Ruknu'd-Din Abu Bakr)는 타주드가 사망한 뒤 얼마 지나 술탄의 여식과 결혼했다.
루크누의 아들 샴수드(Shamsu'd-Din)는 1245년 혹은 1246년 아버지의 뒤를 이었다. 이듬해 샴수드는 살리 노얀이 이끄는 인도 정벌에 참여했다. 후일 그는 몽골 제국의 몽케 칸을 알현했는데 그때 칸은 샴수드에게 헤라트와 아프가니스탄, 인더스 유역에 걸친 영토의 권리를 인정해주었다.
시스탄 지역을 예속받은 후 샴수드는 일 칸국의 훌라구를 1263~4년 사이에 만났다. 3년 후에는 훌라구의 후계자인 아바카 칸을 만났으며 1276~7년 사이에는 세 번째로 일칸을 찾아갔으나 아바카 칸은 샴수드를 의심하여 1278년 1월에 그를 암살하였다. 이 때 일칸은 타브리즈에 와 있던 샴수드가 목욕을 하고 있을 때 독이 든 수박을 건네 그를 독살했다고 한다. 샴수드는 이란의 얌(Jam)에 묻혔다.

## 1278년-1307년
샴수드가 죽자 그의 아들 루크누 2세(Ruknu'd-Din)가 그를 계승했다. 그는 나중에 말리크(왕)의 칭호를 채용했는데 나중의 카르트 왕조 군주들은 모두 그 칭호를 사용했다. 그가 1305년 9월 3일 사망할 때 이미 실질적인 권력은 아들인 파크루(Fakhru'd-Din)의 손 안에 있었다.
그는 문학의 옹호자였지만 종교에 매우 심취해 있었다. 그는 일 칸국의 장군 나우루즈가 개입하기 전까지 7년 동안 부왕에 의해 감옥에 갇혀 있었다. 나우루즈의 반란이 힘을 잃었을 때 파크루는 그에게 은신처를 제공했지만 일 칸국의 군대가 다가오자 그는 나우루즈를 배신하여 그를 가잔 칸의 군대에 넘겼다.
3년 후 파크루의 군대는 가잔 칸의 후계자 울제이투와 싸웠다. 울제이투는 파크루가 말리크 위를 계승한 후 얼마 되지 않아 1만 명의 군대를 헤라트로 보낸 것이었다. 그러나 파크루는 도시를 내준 후 반격하는 수법으로 승리하였으며 적장 바하두르는 전사하였다. 파크루는 1307년 2월 26일에 사망하였고 헤라트와 길란(Gilan)은 결국 울제이투의 손에 떨어졌다.

## 1307년~1331년
파크루의 사후 그의 동생인 기야투(Ghiyathu'd-Din)가 말리크 위에 올랐다. 그는 즉위하자마자 다른 동생인 알라우(Ala'u'd-Din)와 왕위 다툼을 벌이다가 일칸 울제이투에게 문제를 해결해 달라고 호소했다. 파크루가 일칸의 궁정에 찾아갔을 때 울제이투는 그를 성대하게 환영했다. 기야투는 1307~8년 사이 호라산으로 돌아왔으나 끊이지 않는 다툼으로 다시 일칸을 만나러 1314~5년 사이 길을 떠났다.
헤라트에 돌아왔을 때 말리크의 영토는 차가타이 칸국에 의해 공격받고 있었다. 왕조의 영토인 시스탄 지방 에서도 반기를 들었다. 차가타이의 왕자인 야수르는 헤라트를 공격했지만 일 칸국의 군대에 가로막혀 실패했다. 1320년 8월 기야투는 왕자인 샴수드에게 국정을 맡기고 메카로 순례를 떠났다.
1327년 추판 왕조의 권력자 아미르 추판이 일 칸국의 아부 사이드를 배신하고 헤라트로 망명했다. 그는 친구였던 기야투에게 몸을 숨겨달라고 부탁했고 기야투는 흔쾌히 승낙했다. 그러나 아부 사이드는 그를 처형하라고 압박했고 기야투는 거기에 따를 수밖에 없었다. 기야투 그 자신도 2년 후 사망했다.
그에게는 아들이 넷(샴수드, 하피즈, 무이즈, 바키르) 있었는데 샴수드는 그의 뒤를 이었지만 곧 세상을 떴다. 둘째 아들 하피즈는 학자로 활동했으나 샴수드가 죽은 후 왕위를 물려받았다. 그러나 하피즈 역시 2년 후 시해당하고 왕위는 셋째 무이즈에게 넘어갔다.

## 1331년~1370년
무이즈(Mu'izzu'd-Din Husain) 즉위 4년 후 일칸 아부 사이드가 죽자 일 칸국은 급속하게 해체되었다. 무이즈는 토가 테무르에게 공물을 바치는 것을 조건으로 그와 동맹을 맺었다. 무이즈는 토가 테무르의 실력을 바탕으로 자신에게 일 칸국의 계승권이 있다고 주장하였다. 무이즈의 골칫거리는 토가 테무르의 적인 사르바다르인(Sarbadars)이었다.
결국 카르트 왕조의 군대는 자바 전투(Battle of Zava)에서 사르바다르의 군대와 맞닥뜨렸다. 1342년 7월 18일 벌어진 이 전투에서 사르바다르의 군대는 통일성의 부족으로 말미암아 카르트 왕조에게 패배했다. 무이즈의 군대는 북서쪽의 차가타이 칸국에 맞서서도 몇 차례 승리를 거두었다. 이 시기에 그는 아직 어린 나이였던 티무르를 밑에 두었다.
1349년 그는 토가 테무르에게 보내는 공물을 끊고 자신이 술탄으로서 독립하여 통치한다고 선언했다. 토가 테무르는 사르바다르인에게 1353년 살해당하여 카르트 왕조에 더 이상 위협이 되지 못하였다. 1358년쯤 차가타이의 카자간이 호라산으로 침입하여 헤라트를 포위했다. 차가타이 군대는 카자간의 암살로 인해 후퇴했고 무이즈의 지배는 재건되었다.
사르바다르인은 1362년 쳐들어왔지만 다시금 내부 문제가 발생하여 무이즈를 굴복시키지 못했다. 얼마 후 사르바다르의 알리-이 무야드(Ali-yi Mu'ayyad)로부터 시아 파 데르비쉬(Dervish)들이 카르트 왕조로 망명해 왔다. 이 동안 티무르와의 관계는 악화일로에 있었다. 카르트 왕조가 그의 영역을 공격했기 때문이었다. 무이즈가 1370년에 죽자 사라크(Sarakh)와 쿠히스탄(Quhistan)의 일부를 제외한 모든 영역은 기야스가 계승했다. 나머지 그의 지배로 들어가지 않은 지역은 기야스의 배다른 형 무함마드가 획득했다.

## 1370년~1383년, 멸망
기야스(Ghiyas al-Din)는 토가 테무르의 손자로 그의 어머니는 카툰 술탄이었다. 그는 데르비쉬 망명자들로 하여금 사르바다르의 내부를 혼란스럽게 하는 계책을 썼다. 이에 대항하여 사르바다르의 알리-이 무야드는 무함마드와 결탁했다. 기야스가 무함마드를 제거하려 할 때 알리-이 무야드는 병력을 동원해 방어했다. 그런데 사르바다르는 내부 갈등으로 주도권을 쥐는 데 실패하여 더 이상 이 사태에 영향력을 행사할 수 없었고 이를 틈타 기야스는 니샤푸르를 차지했다.
그 사이 기야스와 무함마드는 각자 티무르에게 가 도움을 청했고 기야스는 대사를 파견한 반면 무함마드는 사라크에서 쫓겨나 직접 티무르 앞에 피난처를 제공받기 위하여 나타났다. 티무르는 기야스 편을 들어 그의 조카 세이니 쿠틀룩 아가와 기야스의 아들 피르 무함마드를 결혼시키자고 제안했다. 이 결혼식은 1376년 사마르칸트에서 치러졌다.
훗날 티무르는 무함마드를 항복시키기 위한 회합에 기야스를 초청했으나 카르트 왕조는 무함마드를 처형함으로써 이 사건을 독자적으로 해결하고자 했다. 기야스를 괘씸하게 여긴 티무르는 원정을 결심했다. 티무르는 카르트의 고관 무인 알-딘 자미와 얌의 군주 및 주요 인사들로부터 지지 의사를 밝힌 편지들을 받고 호라산인의 지지를 확신했다.
1381년 4월 티무르는 군대를 이끌고 도성 앞에 나타났다. 도시민들은 이미 카르트 주군에 대한 충성 따위는 잊고 전투에 참가하지 않은 사람들은 티무르가 살려주기로 한 약속만 믿고 있었다. 이윽고 도시는 무너졌고 방어 시설들은 아무 쓸모가 없었다. 울라마와 학자들은 티무르 왕조의 땅으로 이주했다. 막대한 공물이 바쳐졌고 기야스와 그의 아들은 사마르칸트로 압송되었다.
기야스는 티무르의 신하가 되었으나 1383년 헤라트에서 반란을 일으켰다. 기야스는 티무르의 아들 미란 샤에게 진압되고 그와 그의 가족들은 처형되었다. 같은 해 일어난 또다른 반란도 미란 샤가 진압했다. 이 피바람 속에서 살아 남은 카르트 왕조의 인사들마저 미란 샤가 베푼 연회에서 살해당했다. 이렇게 해서 카르트 왕조는 티무르가 감행한 페르시아 원정의 첫 희생양이 되었다.

## 카르트 왕조의 계보
- 루크누 (?~1245/6)
- 샴수드 (1245/6~1278)
- 루크누 2세 (1278~1305) 말리크 칭호
- 파크루 (1305~1307)
- 기야투 (1307~1329)
- 샴수드 2세 (1329~1329)
- 하피즈 (1329~1331)
- 무이즈 (1331~1370) 일 칸국의 멸망
- 기야스 (1370~1381)

## 같이 보기
- 일 칸국
- 추판 왕조
- 티무르